# Cedar County (Nebraska)
Das Cedar County ist ein County im US-Bundesstaat Nebraska. Der Verwaltungssitz (County Seat) ist Hartington, das nach dem englischen Lord Hartington benannt wurde.

## Geographie
Das County liegt im äußersten Nordosten von Nebraska an der Grenze zu South Dakota und hat eine Fläche von 1932 Quadratkilometern, wovon 14 Quadratkilometer Wasserfläche sind. Es grenzt an folgende Countys:
| Yankton County (South Dakota) |  | Clay County (South Dakota) |
| Knox County                   |  | Dixon County               |
| Pierce County                 |  | Wayne County               |

## Geschichte
Das Cedar County wurde 1855 auf einem Teil des Dixon und des Pierce County gebildet. Benannt wurde es nach den hier reichlich wachsenden Nadelbäumen, die zu einer der in Nordamerika als cedar („Zeder“) bezeichneten Art gehörten.
13 Bauwerke und Stätten des Countys sind im National Register of Historic Places eingetragen (Stand 10. Februar 2018).

## Demografische Daten

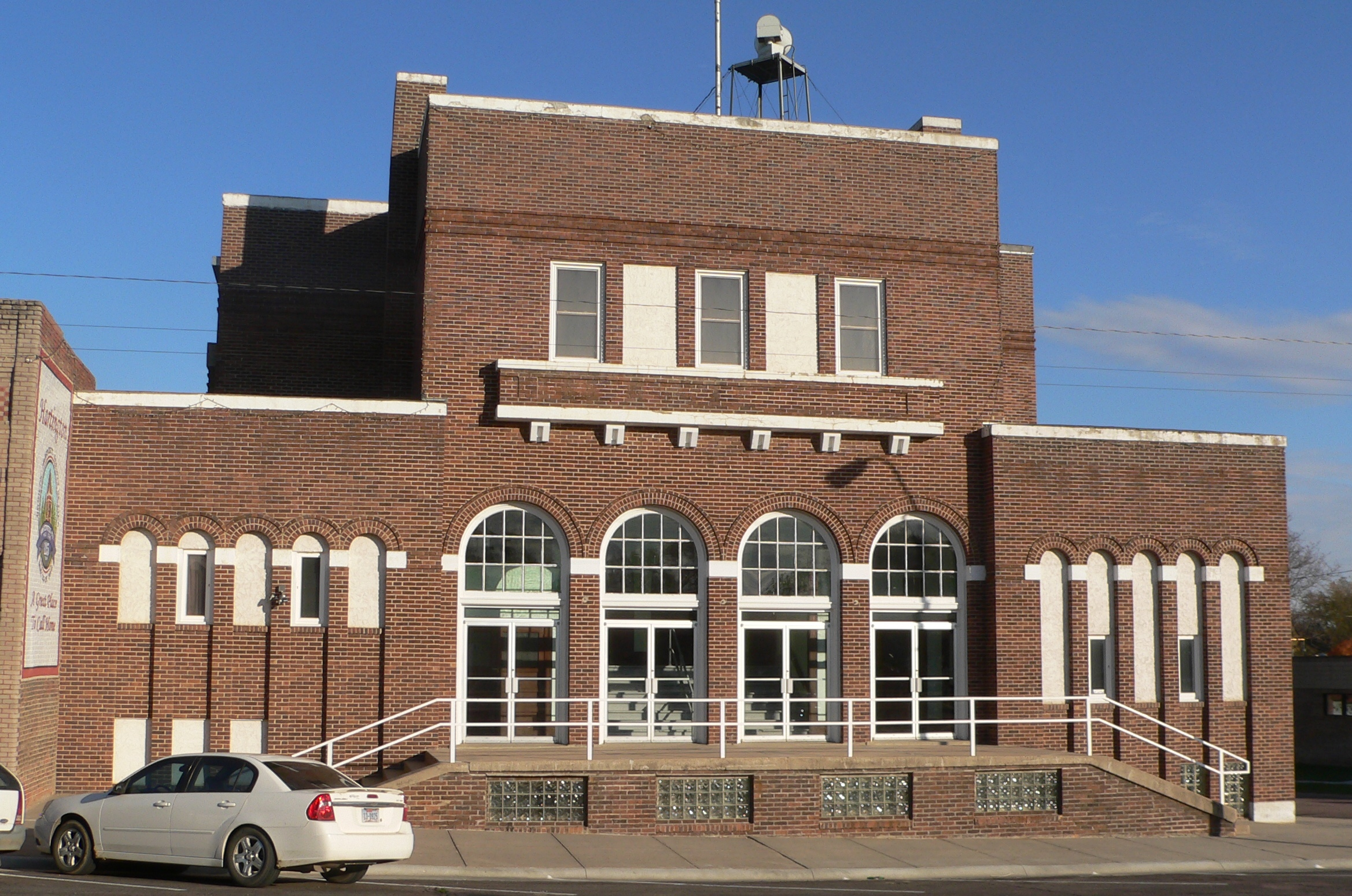
Hartington City Hall and Auditorium, gelistet im NRHP

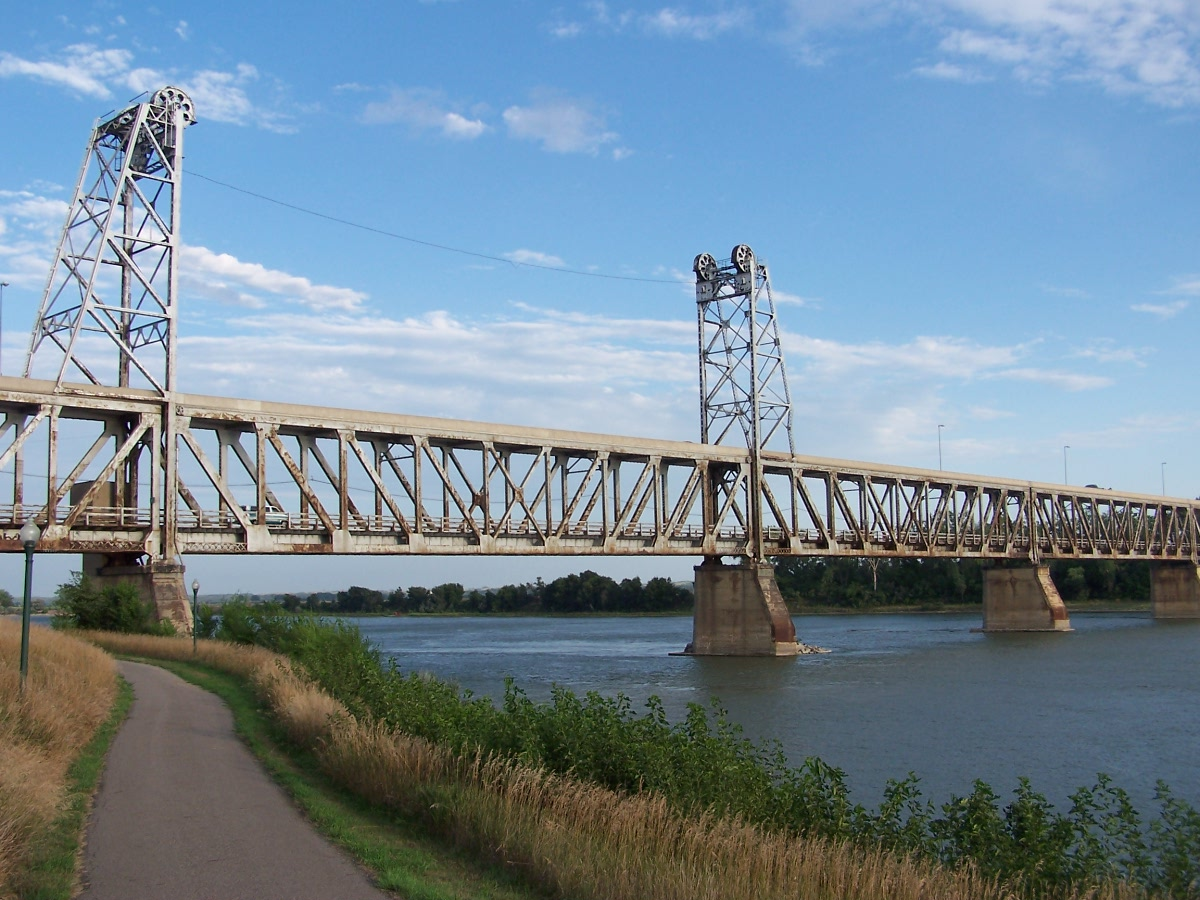
Meridian Bridge, gelistet im NRHP

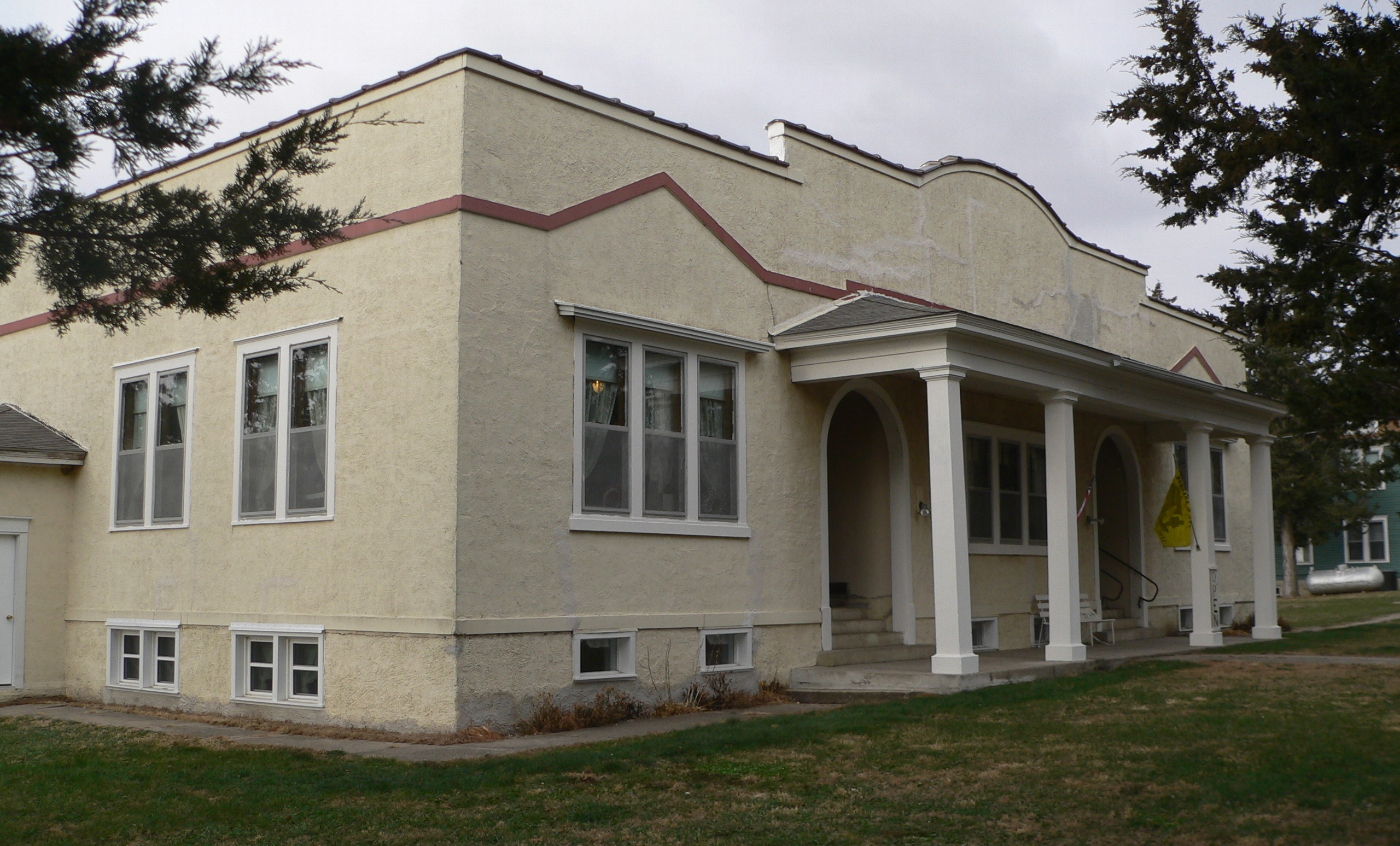
Saints Philip and James Parochial School, gelistet im NRHP

Nach der Volkszählung im Jahr 2000 lebten im Cedar County 9615 Menschen in 3623 Haushalten und 2565 Familien. Die Bevölkerungsdichte betrug 5 Einwohner pro Quadratkilometer. Ethnisch betrachtet setzte sich die Bevölkerung zusammen aus 99,07 Prozent Weißen, 0,10 Prozent Afroamerikanern, 0,20 Prozent amerikanischen Ureinwohnern, 0,04 Prozent Asiaten, 0,01 Prozent Bewohnern aus dem pazifischen Inselraum und 0,18 Prozent aus anderen ethnischen Gruppen; 0,40 Prozent stammten von zwei oder mehr Ethnien ab. 0,43 Prozent der Bevölkerung waren spanischer oder lateinamerikanischer Abstammung, die verschiedenen der genannten Gruppen angehörten.
Von den 3623 Haushalten hatten 34,8 Prozent Kinder und Jugendliche unter 18 Jahre, die bei ihnen lebten. 63,6 Prozent waren verheiratete, zusammenlebende Paare, 4,3 Prozent waren allein erziehende Mütter, 29,2 Prozent waren keine Familien, 27,0 Prozent waren Singlehaushalte und in 15,7 Prozent lebten Menschen im Alter von 65 Jahren oder darüber. Die Durchschnittshaushaltsgröße lag bei 2,60 und die durchschnittliche Familiengröße bei 3,20 Personen.
Auf das gesamte County bezogen setzte sich die Bevölkerung zusammen aus 29,4 Prozent Einwohnern unter 18 Jahren, 6,0 Prozent zwischen 18 und 24 Jahren, 24,2 Prozent zwischen 25 und 44 Jahren, 20,3 Prozent zwischen 45 und 64 Jahren und 20,0 Prozent waren 65 Jahre alt oder darüber. Das Durchschnittsalter betrug 39 Jahre. Auf 100 weibliche kamen statistisch 100,1 männliche Personen. Auf 100 Frauen im Alter von 18 Jahren oder darüber kamen statistisch 97,1 Männer.

Das jährliche Durchschnittseinkommen eines Haushalts betrug 33.435 USD, das Durchschnittseinkommen der Familien betrug 39.422 USD. Männer hatten ein Durchschnittseinkommen von 26.707 USD, Frauen 18.370 USD. Das Prokopfeinkommen betrug 15.514 USD. 6,3 Prozent der Familien und 9,1 Prozent der Bevölkerung lebten unterhalb der Armutsgrenze. Davon waren 10,7 Prozent Kinder oder Jugendliche unter 18 Jahre und 9,7 Prozent Personen über 65 Jahre.

## Städte und Gemeinden
Citys
- Hartington
- Laurel
- Randolph

Villages
| - Belden - Coleridge - Fordyce - Magnet | - Obert - St. Helena - Wynot |

Unincorporated Communitys
- Bow Valley
- St. James
- South Yankton